# Sabadell

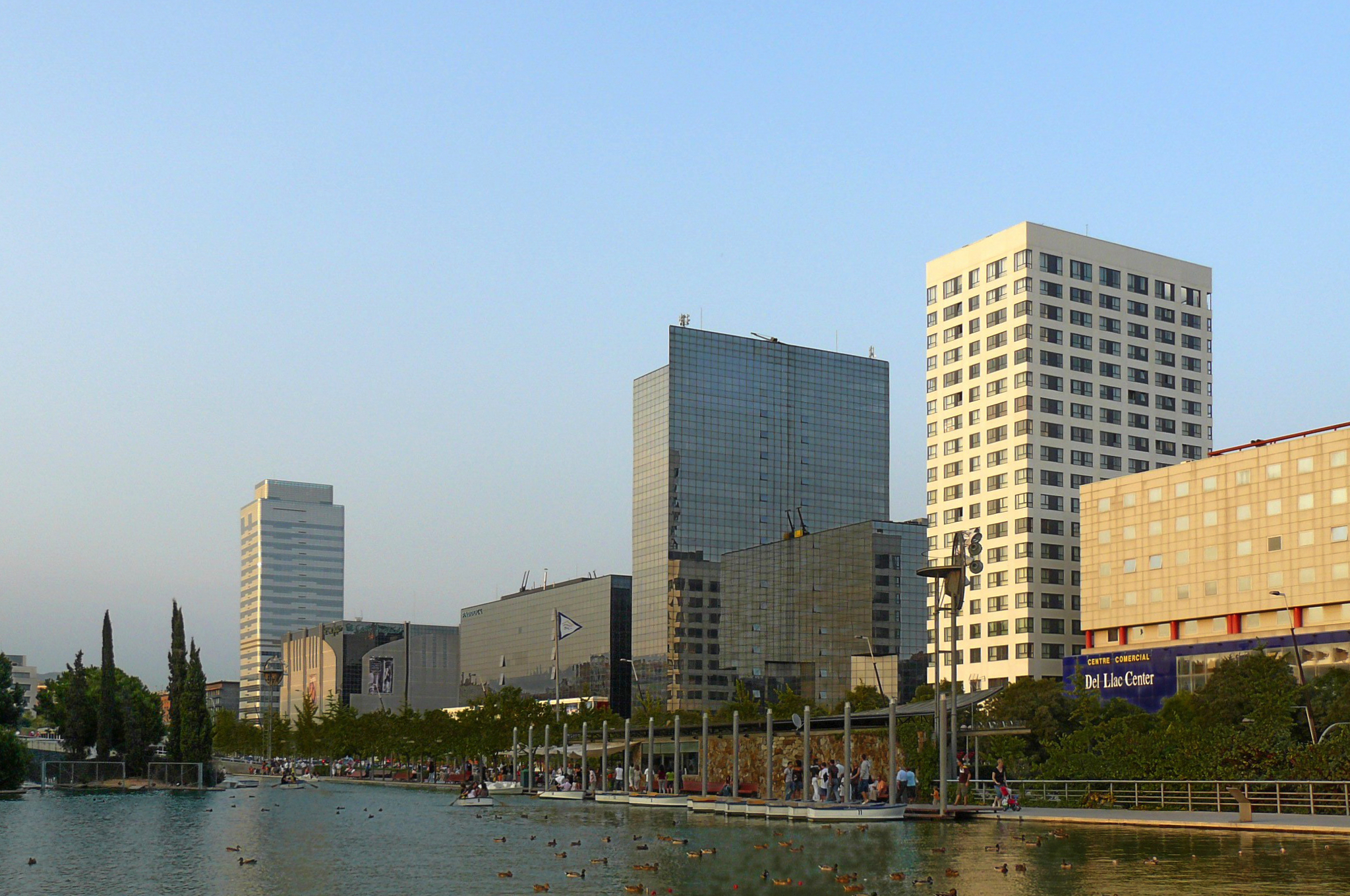
Eix Macià

Sabadell is een stad en gemeente in de Catalaanse provincie Barcelona. Sabadell telt 208.246 inwoners (1 januari 2016). Sabadell is een voorstad van Barcelona en functioneert vooral als een van de industriële en commerciële centra van die stad, en ligt slechts op 20 kilometer ten noordwesten van deze stadskern. Het is de op een na grootste stad van de comarca Vallès Occidental en deelt de hoofdstedelijke taken daarvan met Terrassa. Archeologische vondsten in de zones Can Roqueta en Can Gambús duiden erop dat Sabadell in ieder geval al 3500 jaar bestaat.
De stad was belangrijk binnen de textielsector in de Industriële Revolutie van Catalonië (1840-1891) en tegen het midden van de 19e eeuw veranderde Sabadell in de belangrijkste wolstad van Spanje, wat het de bijnaam "het Catalaanse Manchester" opleverde. Tot vandaag de dag bestaan er nog vele textielfabrieken, deze zijn echter voor het grootste gedeelte verbouwd tot hoofdkantoren van publieke diensten zoals bibliotheken. Eveneens is de invloed van de textielindustrie te zien in straatnamen vernoemd naar andere belangrijke textielsteden, zoals Kaapstad, Roubaix en Tilburg. De afgelopen decennia is de stad zich meer gaan richten op de tertiaire sector.
Sabadell is een belangrijk verkeerspunt. Twee van de grootste snelwegen van de regio (De C-58 van Barcelona naar Manresa) en de A-7 (van Valencia naar Girona) kruisen door Sabadell, die op hun beurt weer verbinden met andere snelwegen naar Sant Cugat del Vallès, Sant Quirze del Vallès, Granollers, Cerdanyola del Vallès, Barberà del Vallès en Molins de Rei.
Sabadell heeft ook een eigen vliegveld. Dit is te klein voor verkeersvliegtuigen maar behandelt wel de meeste vluchten door kleinere toestellen van en naar Barcelona. Er is ook zeer intensieve activiteit van vliegscholen en aeroclubs.

## Geschiedenis

### Etymologie
De naam Sabadell verscheen voor het eerst in een manuscript in 1050, betreffende een weg die de stad met Sant Cugat del Vallès verbond. Er zijn diverse theorieën over de herkomst van de naam van de stad. Zo geloofde men jarenlang dat deze afkomstig was van het woord ceba, het Catalaanse woord voor ui. De ui komt ook voor op het wapenschild van de stad. De meest aanvaarde theorie beweert echter dat Sabadell zijn naam dankt aan de dag waarop de markt werd gehouden, de zaterdag oftewel dissabte in het Catalaans en sabbatum in het Latijn.

### Wapenschild en vlag
Het huidige wapenschild van Sabadell werd door de Gemeente Sabadell aanvaard op 29 juni 1992. Het is een vierkant schild met daarboven een muurkroon van de stad. De ui duidt op de naam en origine van de stad en de vier Catalaanse strepen herinneren aan de tijd dat Sabadell tot de Monarchie van Catalonië behoorde.
De vlag van Sabadell bestaat uit twee horizontale delen: het bovenste gedeelte is wit en het onderste groen met een gele balk. De vlag werd in 1928 op aanvraag van de Gemeente Sabadell ontworpen door Casa Jorba SA in Barcelona.

### Geschiedenis van de stad

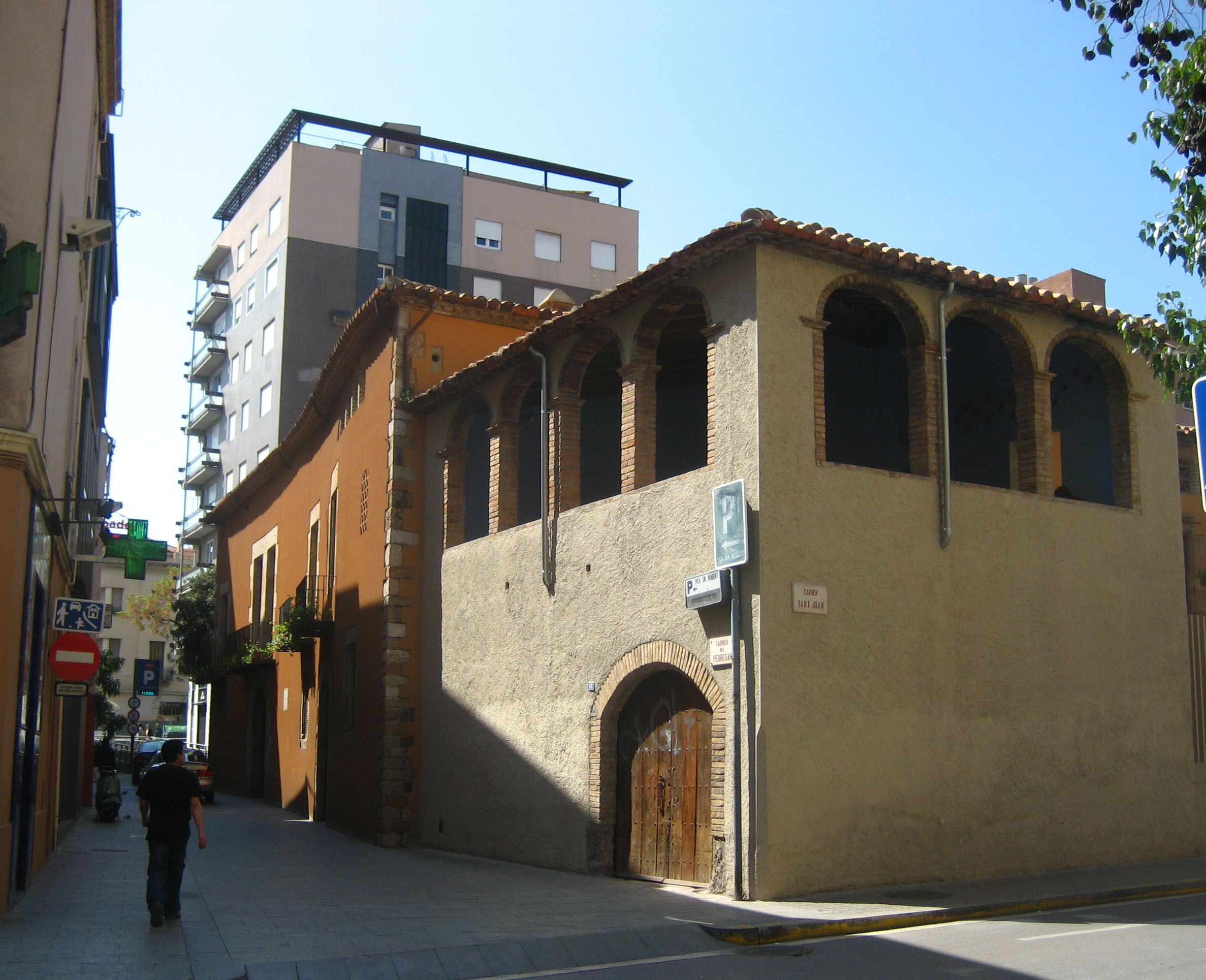
Casa Duran, gebouwd in de 16e eeuw

Archeologische resten die in de zones Can Roqueta en Can Gambús zijn gevonden, duiden erop dat de plaats die tegenwoordig Sabadell is ongeveer 3800 jaar geleden al een belangrijke landbouw- en veeteeltnederzetting in Europa was. Deze nederzetting groeide vanuit de wijk die tegenwoordig bekendstaat als La Salut. De Iberische inwoners noemden de plaats Arraona en hielden zich bezig met landbouw, veeteelt, jacht en visserij. In die tijd behoorde de regio toe aan de Laietaniers, een Iberisch volk. Hun huizen waren rechthoekig en gemaakt van steen.
Met de komst van de Romeinen in 218 voor Christus begon een periode van romanisering waarbij de inheemse Iberische cultuur werd geassimileerd met de Romeinse gebruiken. De eerste Romeinse nederzettingen in de comarca Vallès Occidental dateren van de tweede eeuw voor Christus. Wat betreft Sabadell vestigden de Romeinen zich in de al bestaande nederzetting. In de 1e eeuw, toen Keizer Augustus aan de macht was, werden er veel steden gebouwd die met name werden gebruikt voor de productie van wijn. La Salut was traditioneel verbonden met het Mansio Arragonem. Dit onderkomen was een bevoorradingsplek voor reizigers die de Via Augusta aflegden (van Rome tot Cádiz).
Tijdens de middeleeuwen ontwikkelde de nederzetting zich aan de rechteroever van de rivier Ripoll. De eerste gebouwen werden naast de kapel van Sant Salvador gebouwd (de huidige Sint-Felix-kerk). Er werden eveneens korenmolens gebouwd. De eerste verwijzingen naar de markt van Sabadell dateren van het jaar 1111. Deze markt was een ontmoetingsplaats voor boeren uit de gehele comarca. De markt stond bekend onder de naam Forum Sabatelli en bevond zich op het huidige plein "Plaça Major". Gedurende acht eeuwen was dit het commercieel centrum van Sabadell. Rondom deze markt en de kerk heeft de nederzetting zich ontwikkeld en ontstonden de eerste straten.
Roger Bernat de Foix verkocht de plaats in 1366 aan Eleonora van Sicilië, de vrouw van Peter IV van Aragón. Met deze status verkreeg Sabadell privileges die het sociale en economische leven deden herleven. De koning gaf in 1374 opdracht om de vestingmuren van Sabadell te verstevigen, waarop de dynastie van Mallorca troepen naar Catalonië zond. Later verkocht de koning Sabadell aan de stad Barcelona. In de 15e eeuw behoorde Sabadell definitief tot de Monarchie, maar dat neemt niet weg dat de stad bijna de helft van zijn inwoners verloor en er nog ongeveer 500 inwoners overbleven.
De Vroegmoderne Tijd was een periode van grote territoriale uitbreiding voor Sabadell; tussen de 16e en 18e eeuw veranderde de oppervlakte van Sabadell van 37.900 m² naar 78.272 m². De stad begon eveneens aan het begin van de 20e eeuw verscheidene plaatsen op te nemen, zoals Sant Julià d'Altura. Hoewel de textielindustrie overheerste was er toch diversiteit met de ontwikkeling van de aardewerk- en papierindustrie.

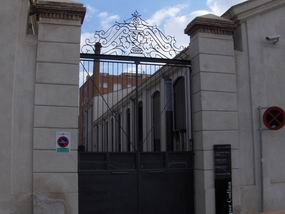
Hoofdpoort van de textielfabriek Vapor Codina

De 19e eeuw was een periode van ontwikkeling voor de textielindustrie van Sabadell. De eerste stoommachine werd in 1838 geïnstalleerd en er verschenen al snel veel textielfabrieken (Vapors in het Catalaans) in de stad, wat het tot het wolcentrum van Spanje maakte. De gemeente breidde zich uit tot de huidige straten Ronda de Zamenhof en Carrer de Villarúbias en het inwoneraantal werd elf keer zo hoog, mede dankzij immigratiestromen vanuit Alicante, Murcia en Valencia. Om zo'n grote bevolkingsgroei aan te kunnen, werden er instellingen opgericht om de watertoelevering te garanderen, werd de spoorlijn naar Barcelona geopend en het riool en publieke lichtvoorzieningen geïnstalleerd in de belangrijkste straten. In 1877 kreeg Sabadell de status "stad" toegewezen. Gedurende de 19e eeuw werden er eveneens twee belangrijke financiële instellingen opgericht: de Caixa d'Estalvis de Sabadell (1859) en de Banc Sabadell (1881)
Tijdens de 20e eeuw vermenigvuldigde de bevolking zich en breidde de stad zich uit met de opname van verscheidene plaatsen zoals La Creu Alta. De industrie bleef gebaseerd op textiel en metaal en vanaf de tweede helft van de eeuw begon de tertiaire sector zich te ontwikkelen. De grote immigratiestromen in de jaren 50, 60 en 70 leidden tot de komst van vele nieuwe wijken, waar tegenwoordig nog een groot deel van de inwoners van oorsprong immigrant zijn.

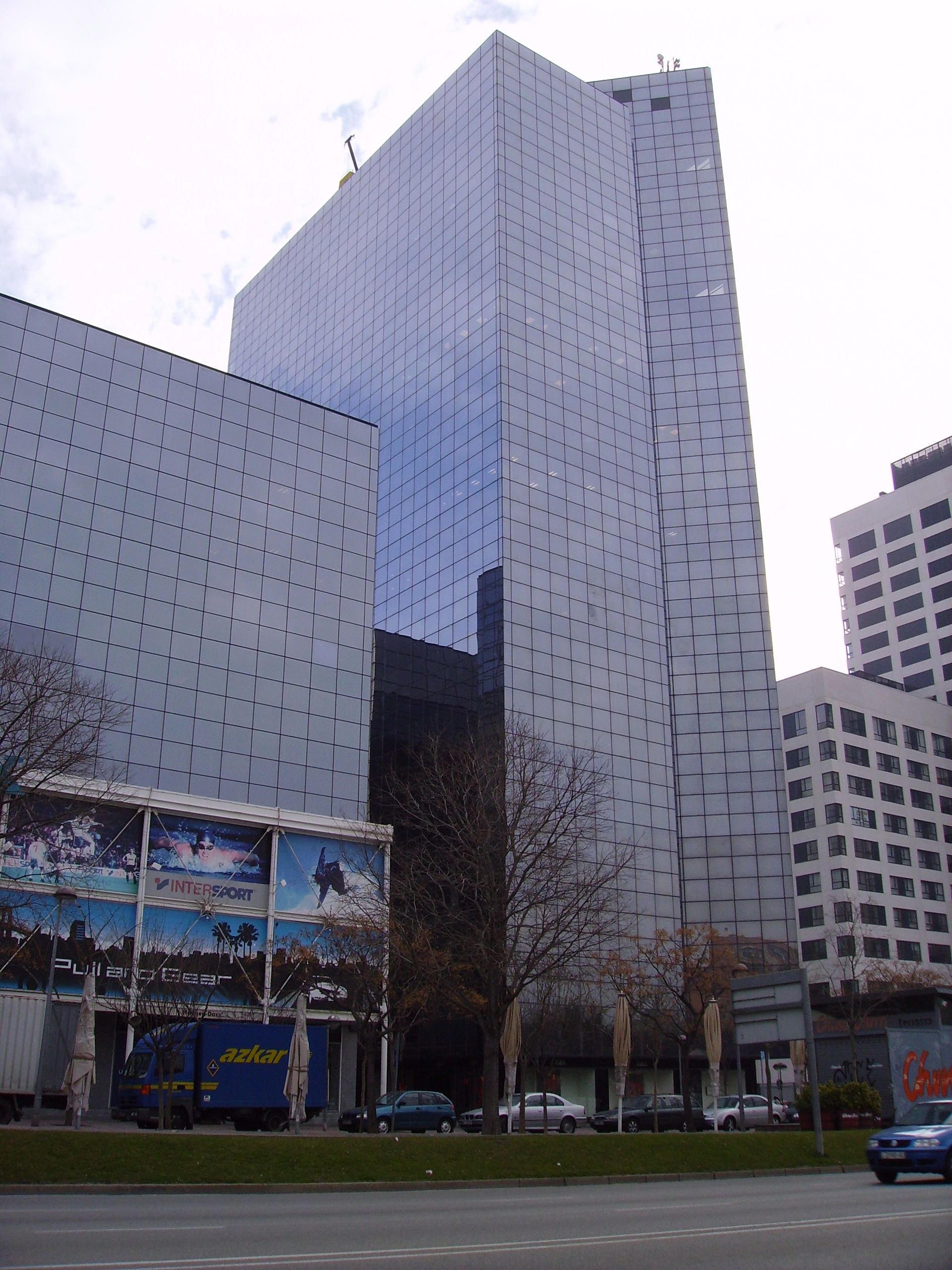
L'Eix Macià

Sabadell was een stad waar grote groepen mensen nauw betrokken waren bij de kwestie betreffende de democratie tijdens de overgangsperiode van het einde van het regime van Franco en het herstel van de democratische instellingen in Spanje. In de laatste jaren van het franquisme kende de stad een grote economische crisis die een nieuw besturingsmodel noodzakelijk maakte.

## Politiek

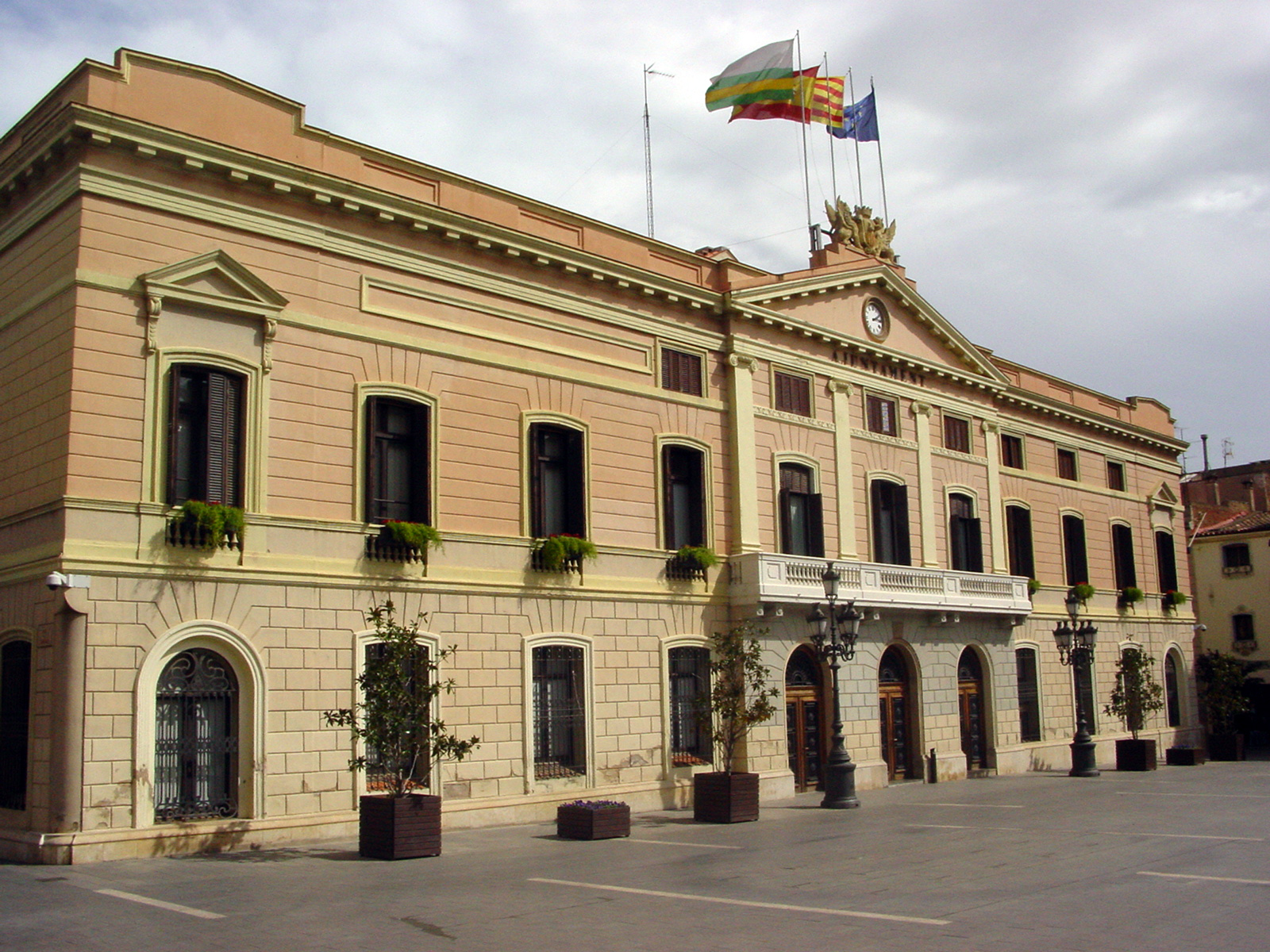
Het stadhuis van Sabadell

In 1999 stapte Antoni Farrés i Sabater (ICV) vrijwillig op na 20 jaar de stad te hebben bestuurd tijdens de overgangsperiode van het franquisme naar democratie. De eerste verkiezingen zonder hem werden verrassend gewonnen door de PSC (Socialistische Partij Catalonië) met Manuel Bustos Garrido als lijsttrekker, en dit met maar 99 stemmen verschil met de tweede partij, Entesa per Sabadell. Bustos Garrido werd tot burgemeester gekozen en zijn partij vormde een coalitie met CiU en ERC, met in de oppositie Entesa per Sabadell en de PP. Bij latere verkiezingen besloot ICV zijn coalitiepartner Entesa te verlaten en voegde het zich toe aan de coalitie van het bestuur van de stad onder leiding van Manuel Bustos. Vanaf dat moment bestond de coalitie uit vier partijen: PSC, CiU, ERC en ICV.
De PSC won de verkiezingen in 2003 met een absolute meerderheid, maar besloot de coalitie in stand te houden. De eerste partij die deze coalitie verliet was de CiU, die het bestuur beschuldigde van het nemen van eenzijdige beslissingen. Later leidde onder andere een veelbewogen bezoek van de politie aan een bar en de arrestatie van een 14-jarige jongen naar aanleiding van het plakken van een proteststicker tegen de burgemeester er toe dat de stad in een crisis belandde en de twee coalitiepartners van de Socialistische Partij, ERC en ICV, het bestuur verlieten. Sinds die tijd is de gespannen toestand in de stad gedaald. Bij de verkiezingen van 2007 daalde de PSC van 40.000 naar 30.000 stemmen, in 2011 naar 28.609 stemmen en in 2015 naar een dieptepunt van 12.950 stemmen.
Manuel Bustos Garrido werd op 27 november 2012 samen met 12 ondernemers en voormalig gemeenteraadsleden officieel aangeklaagd voor corruptie. Hij trad op 14 februari 2013 af, hoewel hij nog wel als gemeenteraadslid actief bleef. Zijn opvolger was Joan Carles Sánchez.
Bij de verkiezingen in 2015 won de PSC nipt de verkiezingen, maar kon geen coalitie vormen. De partijen ERC, Unitat pel Canvi, Crida per Sabadell en Guanyem Sabadell vormen sindsdien een coalitie, waarbij Juli Fernàndez i Olivares van ERC van 2015 tot juli 2017 burgemeester was en Maties Serracant van Crida per Sabadell van juli 2017 tot heden.

### Ambtstermijnen na de dood van Franco
| Periode   | Burgemeester              | Partij                   |
| 1979-1983 | Antoni Farrés i Sabater   | PSUC                     |
| 1983-1987 | Antoni Farrés i Sabater   | PSUC                     |
| 1987-1991 | Antoni Farrés i Sabater   | Iniciativa per Catalunya |
| 1991-1995 | Antoni Farrés i Sabater   | Iniciativa per Catalunya |
| 1995-1999 | Antoni Farrés i Sabater   | Iniciativa per Catalunya |
| 1999-2003 | Manuel Bustos Garrido     | PSC                      |
| 2003-2007 | Manuel Bustos Garrido     | PSC                      |
| 2007-2011 | Manuel Bustos Garrido     | PSC                      |
| 2011-2013 | Manuel Bustos Garrido     | PSC                      |
| 2013-2015 | Joan Carles Sánchez       | PSC                      |
| 2015-2017 | Juli Fernàndez i Olivares | ERC                      |
| 2017-2019 | Maties Serracant i Camps  | Crida per Sabadell       |
| 2019-     | Marta Farrés i Falgueras  | PSC                      |

### Resultaten verkiezingen van 2019
| Partij                               | Lijsttrekker              | Aantal stemmen | Zetels |
| Partit dels Socialistes de Catalunya | Marta Farrés i Falgueras  | 28.808         | 10     |
| Esquerra Republicana de Catalunya    | Juli Fernàndez i Olivares | 19.284         | 7      |
| Crida per Sabadell                   | Maties Serracant i Camps  | 10.737         | 3      |
| Ciutadans                            | Adrián Hernández Moyano   | 9.865          | 3      |
| Junts per Sabadell                   | Lourdes Ciuró i Buldó     | 9005           | 3      |
| Podem                                | Marta Morell Albaladejo   | 5.052          | 1      |
| Overige                              | -                         | 13.238         | -      |
| Blanco                               | -                         | 495            | -      |
| Ongeldig                             | -                         | 292            | -      |
| Totaal                               | -                         | 96.484         | 27     |

## Geografie

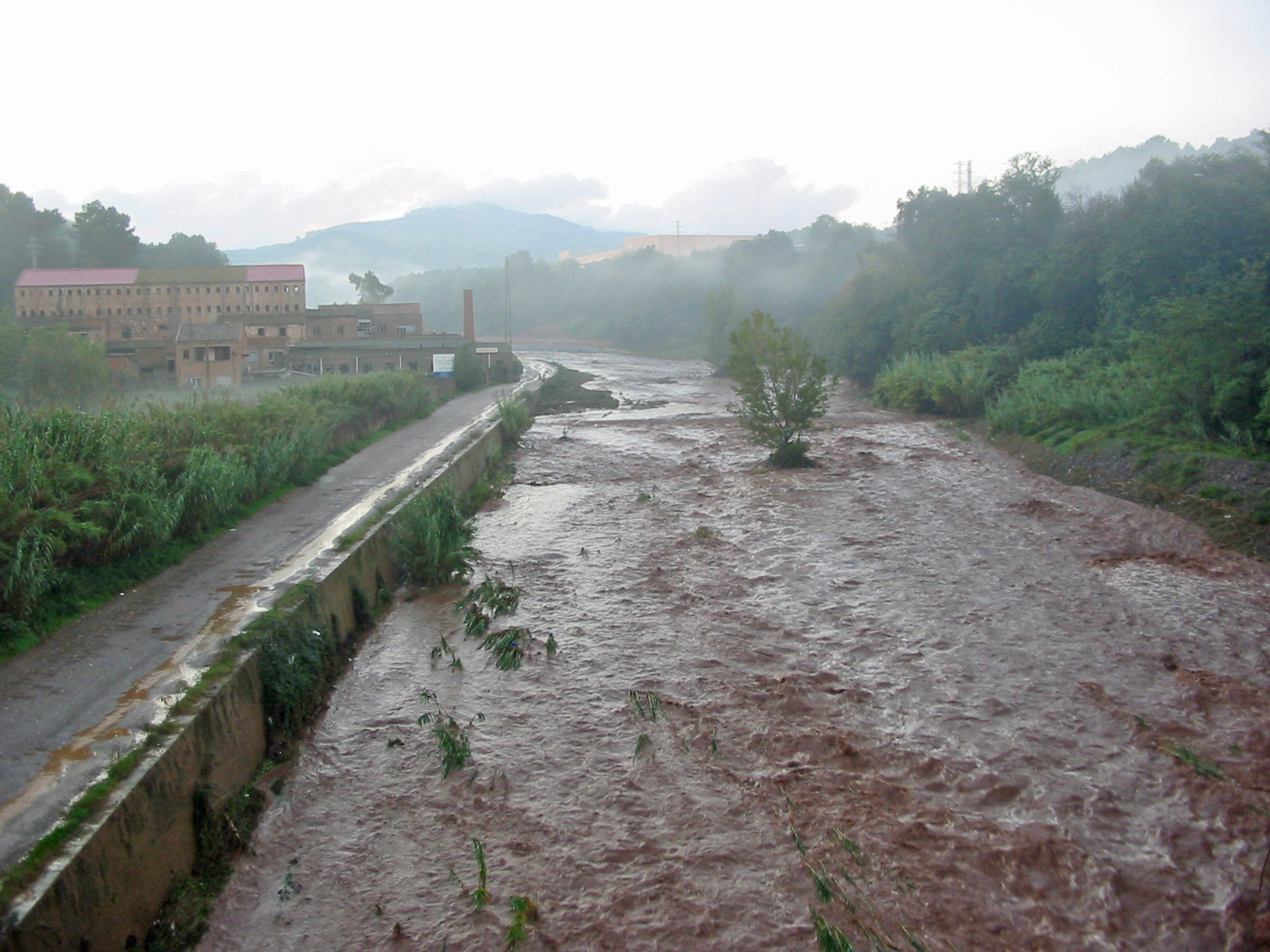
De rivier Ripoll op een stormachtige dag.

Sabadell ligt in het midden van de comarca Vallès Occidental, op ongeveer 20 kilometer van Barcelona. De stad grenst met de klok mee aan de volgende gemeenten: Castellar del Vallès, Sentmenat, Polinyà, Santa Perpètua de Mogoda, Barberà del Vallès, Badia del Vallès, Cerdanyola del Vallès, Sant Quirze del Vallès en Terrassa.
De stad heeft een oppervlakte van 37,79 km² en een bevolkingsdichtheid van 5337,57 inwoners per km². Sabadell ligt op 190 meter boven zeeniveau.
De rivier Ripoll stroomt langs het oosten van de stad en scheidt een deel van de stad af van het centrum van Sabadell, zoals de wijken Torre-romeu en Poblenou. Doordat de rivier over zijn alluviale afzettingen stroomt, heeft er veel erosie plaatsgevonden en dit heeft geleid tot een kenmerkend landschap met onder andere puinhellingen.

### Klimaat
Sabadell heeft een mediterraan klimaat. De zomers zijn vrij warm (in juli en augustus gemiddelde etmaaltemperatuur ongeveer 23 °C) en de winters zacht (in januari tussen 7 en 8 °C gemiddelde etmaaltemperatuur) . De ligging van Sabadell in de zogenaamde Prelitorale Depressie zorgt ervoor dat er in de winter veel mistige dagen voorkomen.
De gemiddelde regenval is 605 mm per jaar, waarvan het meeste in de herfst valt en met name in oktober. De zee, opgewarmd in de zomermaanden, zorgt in combinatie met de oostenwind voor harde regenval van eind september tot begin november. Dit is een kenmerk van de hele oostelijke zone van het Iberisch Schiereiland. De periodes waarin het het minst regent zijn de winter en de zomer, echter zijn er niet specifieke droge maanden.
De laagste temperatuur ooit gemeten is −10,6 °C in 1956. De hoogste temperatuur ooit gemeten is tussen de 38 en 39 °C, wat al verscheidene malen is voorgekomen.

### Administratieve indeling

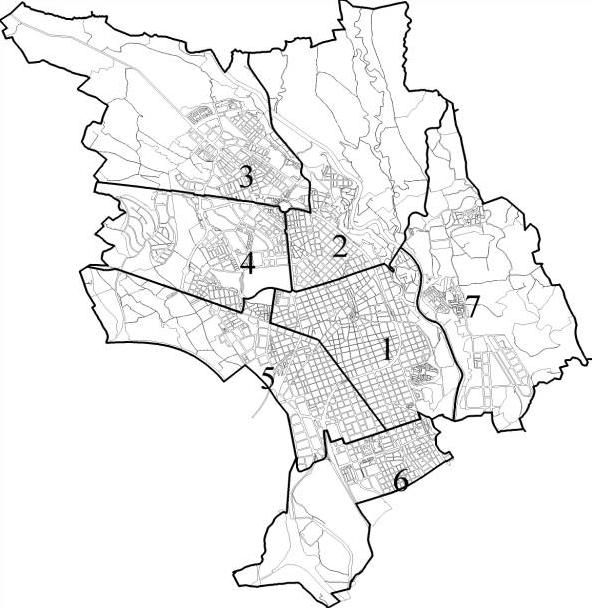
Plattegrond van de zeven districten van Sabadell

Sabadell is ingedeeld in zeven districten. Elk district telt een of meerdere sectoren, die op hun beurt weer bestaan uit een of meerdere wijken.
| - District 1 (49.070 inwoners in 2006) - Sector Centrum - Centrum - Hostafrancs - La Cobertera - Sector Sant Oleguer: - Laietana - Sol i Padrís - Avinguda-Eixample             | - District 2 (24.722 inwoners in 2006) - Sector La Creu Alta - Sector Can Puiggener - Sector Togores                                 | - District 3 (35.301 inwoners in 2006) - Sector Ca n'Oriac - Ca n'Oriac - Torreguitart - Torrent del Capellà - Sector Noord - Sant Julià - La Plana del Pintor - Can Deu - La Roureda - Sector Sant Julià |
| - District 4 (35.848 inwoners in 2006) - Sector La Concòrdia - La Concòrdia - Can Borgonyó - Sector Can Rull - Can Rull - Cifuentes - Via Alexandra - Sector Berard - Can Llong | - District 5 (17.900 inwoners in 2006) - Sector Gràcia - Gràcia - Sector Can Feu - Can Feu - Els Merinals - Can Gambús - Sector West | - District 6 (29.962 inwoners in 2006) - Sector La Creu de Barberà - La Creu de Barberà - Les Termes - Sector Zuid - Espronceda - Campoamor - Sector Sant Pau                                             |
| - District 7 (7.940 inwoners in 2006) - Sector La Serra - El Poblenou - Torre-romeu - Sector Oost                                                                               | | |

## Demografische ontwikkeling
De immigratie, die vooral door de industriële ontwikkeling van Sabadell werd bevorderd, heeft de afgelopen decennia geleid tot een grote stijging van het inwoneraantal. De meest opvallende stijging zorgde voor een verdrievoudiging van het inwoneraantal en begon in de jaren 50 en duurde tot aan het eind van de jaren 70. Het grootste gedeelte van de nieuwkomers kwamen uit verschillende delen van Spanje, vooral uit Andalusië, Extremadura en Murcia. Het inwoneraantal van Sabadell is de laatste jaren eveneens gestegen met de komst van immigranten van buiten de Europese Unie.
Bron: INE; 1857-2011: volkstellingen
Opm: Bevolkingscijfers in duizendtallen

## Bezienswaardigheden

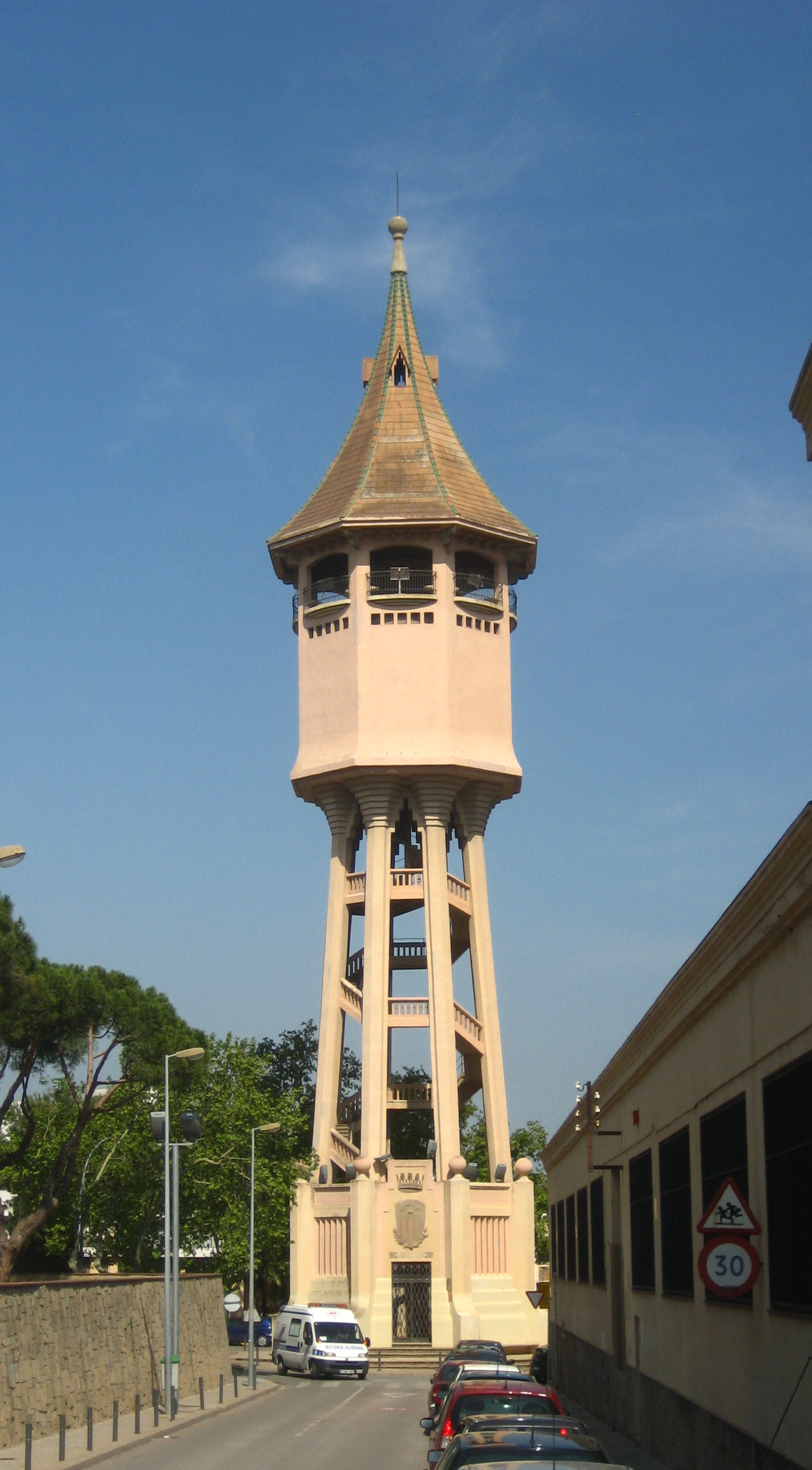
Watertoren

### Watertoren
De watertoren van Sabadell is een van de symbolen van de stad. Deze toren bevindt zich in het oosten van de stad en werd in 1918 gebouwd om het water van de rivier Ripoll op te slaan en drinkbaar te maken voor de inwoners. Het gebouw was in werking van 1922 tot het einde van 1967 en is een van de 100 "Elementen van het Industriële Patrimonium van Catalonië" door de kenmerkende bouwstijl van gewapend beton. De toren van 50 meter hoog werd ontworpen door de architecten Lluís Homs i Moncusí en Josep Renom i Costa en de industriële ingenieur Francesc Izard i Bas. Sinds 2000 is de watertoren 's nachts verlicht. Men kan elk jaar met het Festa Major (eerste weekend van september) een rondleiding door de toren maken.

### Casa Duran
Casa Duran is een huis dat tussen 1578 en 1606 werd gebouwd door Feliu Duran, een koninklijke procurator en rechter van de stadsraad. Het huis combineert elementen van hoogwaardigheidsbekleders met kenmerken van een boerenhuis. In de 18e eeuw werd het huis gerenoveerd, maar de originele structuur werd behouden. Casa Duran is een patrimonieel erfgoed dat sinds 1958 een beschermde status heeft. Sinds 2003 is het eigendom van de gemeente.

### Sint-Felixkerk

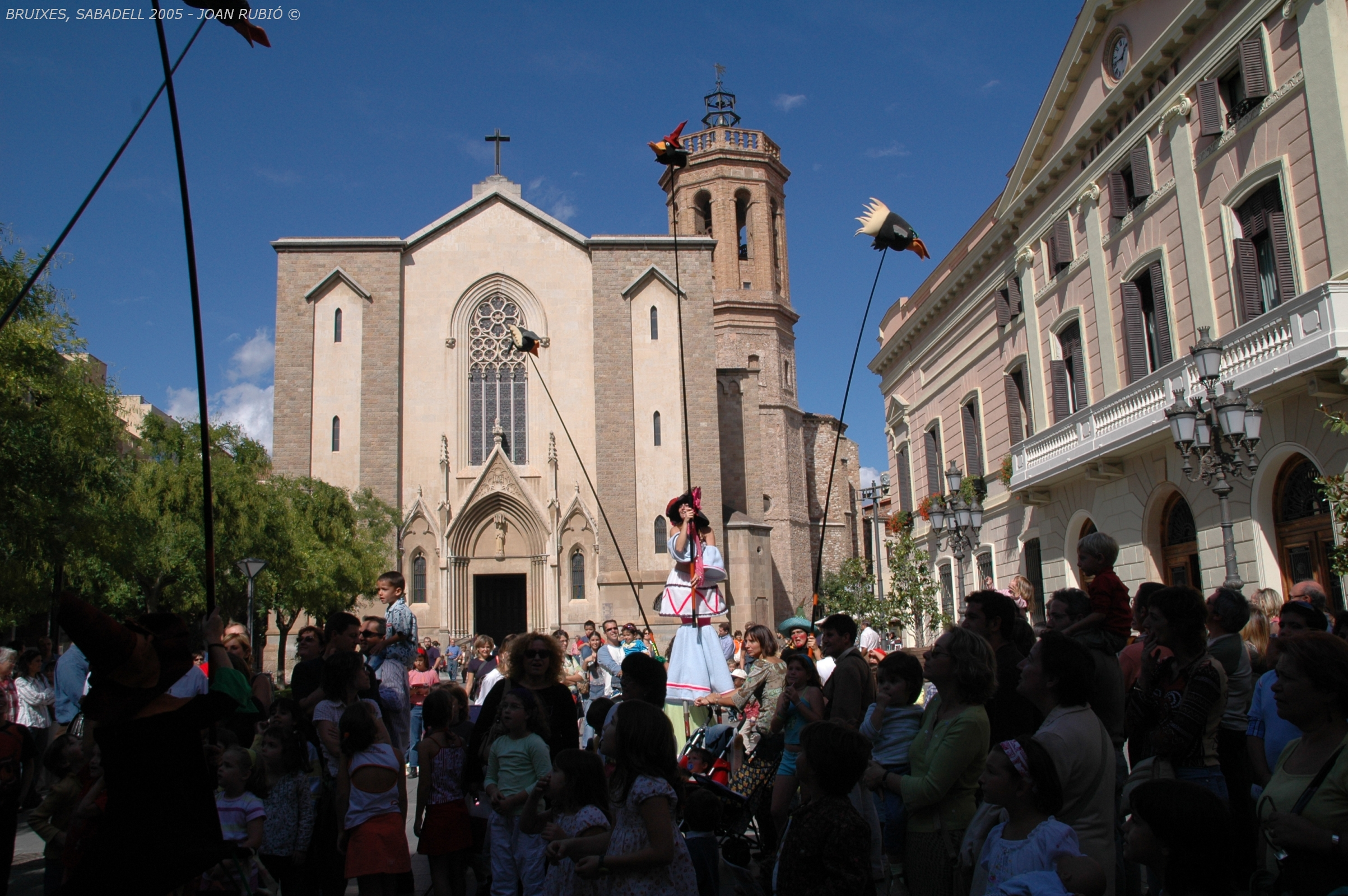
De Sint-Felixkerk met haar klokkentoren.

De Sint-Felixkerk (Església de Sant Fèlix) werd in 1488 ingewijd en bevindt zich in het centrum van Sabadell, naast het stadhuis. De klokkentoren werd tussen 1738 en 1742 gebouwd in barokstijl.

### Stadhuis
Dit gebouw werd tussen 1871 en 1872 gebouwd en diende eerst als school voordat het in 1880 werd gekocht door de stad Sabadell. Later werd de originele binnenplaats van de school veranderd in het huidige Plaça de Sant Roc, beter bekend als het Stadhuisplein. Bij de ingang zijn twee ijzeren lantaarnpalen bewaard gebleven. De rozekleurige voorgevel van het gebouw is ontworpen door de gemeentelijke architect Juli Batllevell i Arús. Het stadhuis is gebouwd in neoklassieke stijl.

### Gebouw van Caixa Sabadell

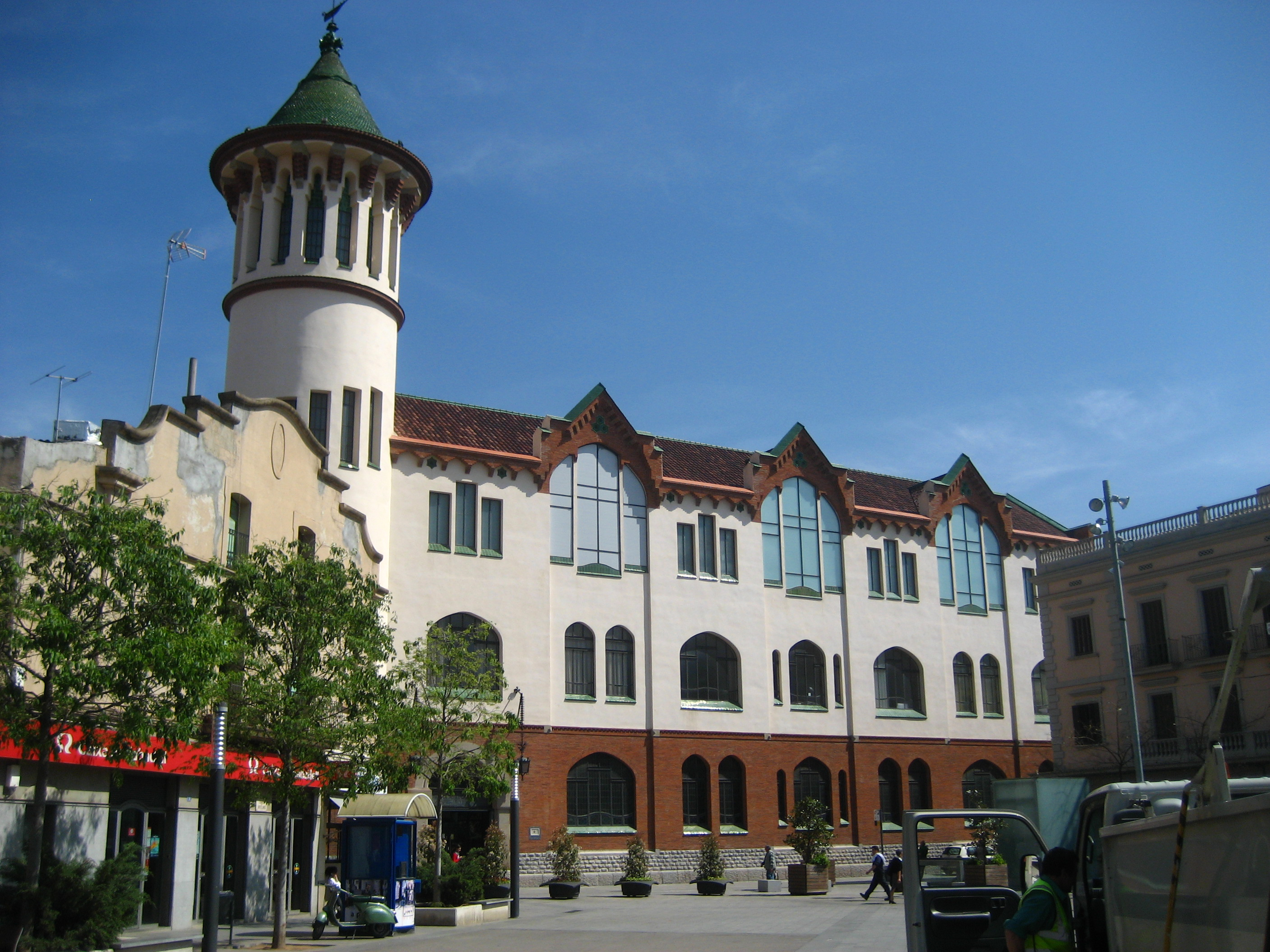
Het gebouw van Caixa Sabadell

Het gebouw van Caixa Sabadell (een bekende Catalaanse spaarbank) is een voorbeeld van het Catalaans modernisme aan het begin van de 20e eeuw. Het werd gebouwd in 1915 en is het werk van Jeroni Martorell. Het meest opvallende van dit gebouw zijn de voorgevel, de binnenplaats Turull en de "aktezaal". Naast het gebouw van Caixa Sabadell bevinden zich enkele tuinen, die ook wel de tuintjes van de Caixa worden genoemd.

### Teatre Principal
Het Teatre Principal (Hoofdtheater) van Sabadell dateert van 1863 en werd ontworpen door de architecten Obradors en Molina. Dit theater maakte verschillende fasen door, van een luxe theater van de bourgeoisie tot een bioscoop, totdat het uiteindelijk zijn deuren sloot voor een renovatie. Recentelijk nam het theater de shows van het Teatre Municipal La Faràndula over, toen deze in verband met een renovatie tijdelijk gesloten werd.

### Bos van Can Deu
Het Bos van Can Deu bevindt zich ten noordwesten van Sabadell en is het eigendom van de spaarbank Caixa de Sabadell. Het dankt zijn naam aan de wijk Can Deu die niet ver van het bos ligt. Het bos bestaat voornamelijk uit aleppoden en steeneiken en kenmerkt zich door het tekort aan variëteit van de ondergroei. Dit komt vooral door het gebruik van het bos voor sociale activiteiten. Zo is er een picknickplaats met de mogelijkheid om te barbecueën en een parkeerplaats. Er is eveneens een uitkijkpunt van waar men La Mola en Castellar del Vallès kan zien liggen. Verder zijn er verschillende wandelpaden en mountainbikeroutes in het bos.
Aan het einde van het bos ligt de masia van Can Deu, een typisch Iberisch huis uit de 12e eeuw dat tegenwoordig aan de Fundació Caixa de Sabadell toebehoort en waar het Museum van Agricultuur zich heeft gehuisvest. Naast de masia is een kapelletje, de kluizenarij van Sant Vincenç de Verders, een romaans gebouw dat in 1973 steen voor steen werd verplaatst naar deze plek.

### Parc de Catalunya
Het Parc de Catalunya is het grootste park in Sabadell, dat zich bevindt in de zone Eix Macià en werd geopend in 1992. Het strekt zich uit over een oppervlakte van 43 hectare. In het park bevindt zich onder andere een masia uit de 15e eeuw en twee beeldhouwwerken: Arbre de ferro van Antoni Marquès bevindt zich in het midden van het park en A de barca van Joan Brossa op het gazon naast het meer. Op het hoger gelegen deel van het park bevindt zich een astronomisch observatorium. Het is een gemeentelijk gebouw dat door de Agrupació Astronòmica de Sabadell wordt beheerd en bestaat uit een permanente expositie, een bibliotheek en de grootste privételescoop van Europa, waar observatiesessies worden georganiseerd voor publiek.
Verder is er bootverhuur mogelijk in het Parc de Catalunya, is er in de winter een ijsbaan en kan men voor concerten het amfitheater bezoeken.

## Cultuur

### Musea
- Museu d'Història de Sabadell

Het Historisch Museum van Sabadell bevindt zich in een oude villa die in 1859 werd gebouwd door Antoni Casanovas. In 1931 werd het museum opgericht onder de naam Museu de la Ciutat, waarvan de eerste bezittingen archeologische, paleontologische en kunstcollecties waren. In 1970 werd het museum een historisch museum. Tegenwoordig kan men hier de geschiedenis van de stad bekijken van de prehistorie tot en met nu.
- Museu d'Art de Sabadell

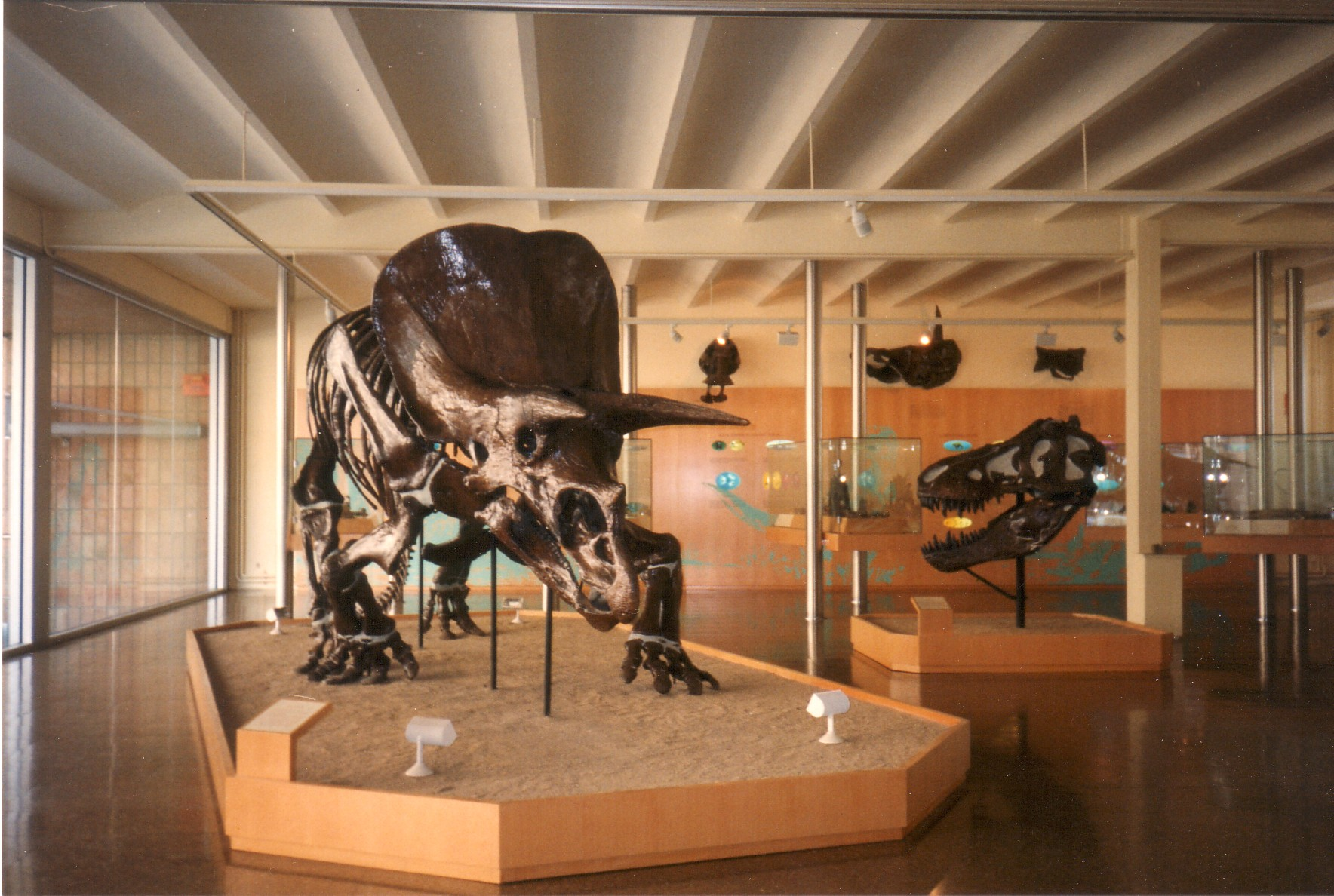
De oude triceratops in het Espai Miquel Crusafont

Het Kunstmuseum van Sabadell is gespecialiseerd in de Catalaanse schilderkunst van de 19e en 20e eeuw. Het is gehuisvest in het oude huis van Pere Turull i Sallent, een bekende industrieel ingenieur uit de textielperiode van de stad en medeoprichter van de spaarbank Caixa d'Estalvis de Sabadell. Vanaf 1964 behoort het gebouw toe aan de stad Sabadell en sinds 1972 zijn er exposities te bezichtigen. Tussen 1993 en 1997 vond er een renovatie plaats, maar tegenwoordig kan men het museum weer bezoeken en zijn er verschillende permanente exposities over bijvoorbeeld het academisme van de 19e eeuw en l'Art Nou in de jaren 30.
- Espai Miquel Crusafont

Dit paleontologisch instituut is een onderdeel van het Institut Català de Paleontologia Miquel Crusafont en werd in 1969 opgericht door Miquel Crusafont. Het is niet alleen een museum, maar ook een onderzoekscentrum waar onder andere de Autonome Universiteit van Bellaterra (UAB) en de Generalitat de Catalunya hun medewerking aan verlenen. In het museum kan men voornamelijk gewervelde fossielen bekijken. Met zo'n 200.000 fossielen bezit het instituut de beste collectie van Spanje betreffende zoogdierfossielen en een van de beste ter wereld. Recentelijk werd de permanente collectie van het museum gerenoveerd en werd het museum uitgebreid met een gespecialiseerde bibliotheek en verscheidene laboratoria. Er is eveneens voor gekozen om zich meer op kinderen te richten en minder fossielen tentoon te stellen.
- Gasmuseum

Het Gasmuseum bevindt zich aan de Plaça del Gas in het centrum van de stad, in het oude gebouw van Gas Natural, dat ontworpen is door Juli Batllevell en gerestaureerd tussen 2009 en 2011. Het museum werd op 13 december 2011 geopend en is daarmee het eerste gasmuseum van Spanje. Met een collectie van 2000 items wil het museum de geschiedenis van het bedrijf Gas Natural vertellen, zoals informatie over gas als energiebron, het verleden, heden en de toekomst. Daarnaast is er een zaal beschikbaar voor tijdelijke exposities.

### Sport
De bekendste sportvereniging uit Sabadell is de voetbalclub Centre d'Esports Sabadell, ook wel CE Sabadell genoemd. Hoewel de club tegenwoordig in de Segunda División B uitkomt (de derde klasse in Spanje die is onderverdeeld in vier regio's), heeft de club verder veertien seizoenen in de Primera División gespeeld en 39 in de Segunda División A. Een van de hoogtepunten van CE Sabadell was het bereiken van de finale van de Copa del Rey.
Andere belangrijke sportverenigingen in Sabadell zijn de zwemclub Club Natació Sabadell (CNS), met meer dan 35.000 leden, de sportvereniging Cercle Sabadellès 1856 (meerdere sporten) met 4000 leden en de Unió Excursionista de Sabadell met 3000 leden.
Op 26 september 2010 werd de Overdekte Atletiekbaan van Catalonië in Sabadell geopend. Het is het enige atletiekcomplex in Catalonië dat voldoet aan internationale atletieknormen, wat het geschikt maakt voor kampioenschappen en wedstrijden op hoog niveau.
Verder speelde de stad een rol tijdens de Olympische Zomerspelen 1992 die in Barcelona plaatsvonden, omdat voor sommige wedstrijden werd uitgeweken naar Sabadell.

## Openbaar vervoer

### Trein

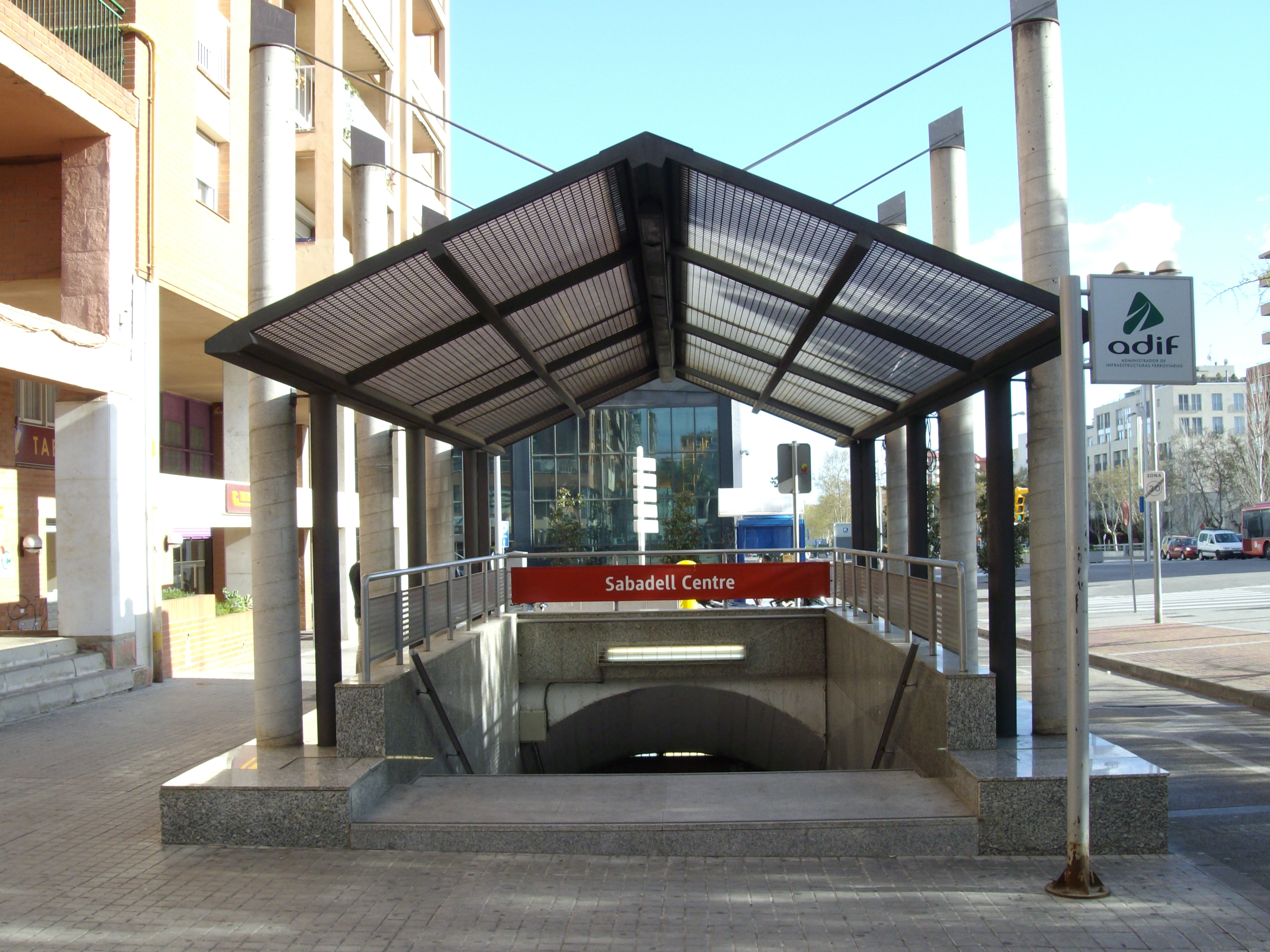
Station van Sabadell Centre.

Sabadell is het eindpunt van de lijn S2 van het Catalaanse spoorbedrijf Ferrocarrils de la Generalitat de Catalunya (FGC). Deze en andere lijnen kunnen worden vergeleken met de RER van Parijs en verbinden Barcelona met zijn voorsteden. Lijn 2 gaat van Barcelona door Sant Cugat del Vallès en eindigt in Sabadell, waar het vijf stations aandoet: Can Feu ❘ Gràcia (tussen de wijken Can Feu en Gràcia, in het oosten van de stad), Sabadell Plaça Major (in het centrum), La Creu Alta (in de gelijknamige wijk), Sabadell Nord (verbinding met Rodalies Barcelona) en Sabadell Parc del Nord (in de wijk Ca n'Oriac). De eerste twee stations werden op 12 september 2016 geopend en vervangen de oude stations Sabadell Estació en Sabadell-Rambla. De laatste drie stations werden op 20 juli 2017 geopend. Verder gaat Lijn 4 ook langs Sabadell. Dit is een stoptrein van de Renfe die Sant Vicenç de Calders (via Vilafranca del Penedès) verbindt met Barcelona en Manresa. In Sabadell doet deze lijn drie stations aan: Station Sabadell Sud, Station Sabadell Centre en Station Sabadell Nord.

### Vliegtuig
Ten zuiden van de stad bevindt zich de Luchthaven Sabadell. Dit vliegveld is bestemd voor kleine vluchten en de opleiding van piloten. Er worden ongeveer 10.000 vluchten per jaar uitgevoerd. Voor reguliere vluchten wijkt men meestal uit naar de Internationale Luchthaven Barcelona.

### Bus
In Sabadell kan men van verschillende stadslijnen gebruikmaken om zich in de stad te verplaatsen. Het bedrijf Transports Urbans de Sabadell verzorgt de busdiensten.
De volgende 14 buslijnen rijden in Sabadell:
- Lijn 1: Can Deu - Estació Sud
- Lijn 2: Can Deu - La Creu de Barberà
- Lijn 3: Can Deu - La Romànica
- Lijn 4: Castellarnau - el Poblenou
- Lijn 5: Can Rull - Les Termes
- Lijn 6: Can Roqueta - Can Llong
- Lijn 7: La Roureda - Can Deu
- Lijn 8: La Roureda - Zona Industrial
- Lijn 9: Castellarnau - Estació Centre
- Lijn 10: Sant Julià - Plaça de Barcelona
- Lijn 11: Gran Via Sud - Hospital Taulí
- Lijn 12: Sabadell - Sant Quirze
- Lijn 23: Can Roqueta - Sant Bernat
- Lijn 80: Plana del Pintor - Plaça de Picasso

Er worden eveneens busdiensten verzorgd van en naar Sabadell. Vanuit de volgende steden kan men per bus naar Sabadell reizen: Andorra la Vella, Badalona, Badia del Vallès, Barberà del Vallès, Barcelona, Caldes de Montbui, Castellar del Vallès, Cerdanyola del Vallès - Campus Universitari, Granollers, Manresa, Martorell, Matadepera, Mataró, Palau-solità i Plegamans, Polinyà, Ripollet, Rubí, Sentmenat, Sant Llorenç Savall, Sant Quirze del Vallès, Santa Perpètua de Mogoda, la Seu d'Urgell, Solsona en Terrassa.

## Personen uit Sabadell

### Geboren
- Miguel Pacheco (1931-2018), wielrenner
- Aureli Argemí i Roca (1936-2024), weerstander tegen de franquistische dictatuur, ex-monnik van Montserrat, stichtend lid van de ANC
- Sergio Dalma (1964), zanger
- Jaume Marquet Cot (1976), berucht evenementenverstoorder
- Roger García Junyent (1976), voetballer
- Juvenal Edjogo-Owono (1979), Equatoriaal-Guinees voetballer
- Oleguer Presas Renom (1980), voetballer
- Dani Pedrosa (1985), motorcoureur
- Aschwin Wildeboer (1986), zwemmer
- Sergio Busquets (1988), voetballer
- Queralt Castellet (1989), snowboardster
- David de la Cruz (1989), wielrenner
- Cristian Tello (1991), voetballer
- Manel Navarro (1996), zanger

### Getogen
- Muriel Casals i Couturier (6 april 1945), hoogleraar en activiste

Albacete · Alicante · Almería · Ávila · Badajoz · Badalona · Barcelona · Bilbao · Burgos · Cáceres · Cádiz · Cartagena · Castelló de la Plana · Ceuta · Ciudad Real · Córdoba · A Coruña · Cuenca · Elche/Elx · Gijón · Girona · Granada · Guadalajara · L'Hospitalet de Llobregat · Huelva · Huesca · Jaén · Jerez de la Frontera · León · Lleida · Logroño · Lugo · Madrid · Málaga · Melilla · Mérida · Móstoles · Murcia · Oviedo · Ourense · Palencia · Palma · Las Palmas de Gran Canaria · Pamplona · Pontevedra · Sabadell · Salamanca · San Sebastián · Santa Cruz de Tenerife · Santander · Santiago de Compostella · Segovia · Sevilla · Soria · Tarragona · Terrassa · Teruel · Toledo · Valencia · Valladolid · Vigo · Vitoria-Gasteiz · Zamora · Zaragoza
Abrera · Aguilar de Segarra · Aiguafreda · Alella · Alpens · L'Ametlla del Vallès · Arenys de Mar · Arenys de Munt · Argençola · Argentona · Artés · Avià · Avinyó · Avinyonet del Penedès · Badalona · Badia del Vallès · Bagà · Balenyà · Balsareny · Barberà del Vallès · Barcelona · Begues · Bellprat · Berga · Bigues i Riells del Fai · Borredà · El Bruc · El Brull · Les Cabanyes · Cabrera d'Anoia · Cabrera de Mar · Cabrils · Calaf · Calders · Caldes de Montbui · Caldes d'Estrac · Calella · Calonge de Segarra · Calldetenes · Callús · Campins · Canet de Mar · Canovelles · Cànoves i Samalús · Canyelles · Capellades · Capolat · Cardedeu · Cardona · Carme · Casserres · Castell de l'Areny · Castellar de n'Hug · Castellar del Riu · Castellar del Vallès · Castellbell i el Vilar · Castellbisbal · Castellcir · Castelldefels · Castellet i la Gornal · Castellfollit de Riubregós · Castellfollit del Boix · Castellgalí · Castellnou de Bages · Castellolí · Castellterçol · Castellví de la Marca · Castellví de Rosanes · Centelles · Cercs · Cerdanyola del Vallès · Cervelló · Collbató · Collsuspina · Copons · Corbera de Llobregat · Cornellà de Llobregat · Cubelles · Dosrius · Esparreguera · Esplugues de Llobregat · L'Espunyola · L'Esquirol · L'Estany · Figaró-Montmany · Fígols · Fogars de la Selva · Fogars de Montclús · Folgueroles · Fonollosa · Font-rubí · Les Franqueses del Vallès · Gaià · Gallifa · La Garriga · Gavà · Gelida · Gironella · Gisclareny · La Granada · Granera · Granollers · Gualba · Guardiola de Berguedà · Gurb · L'Hospitalet de Llobregat · Els Hostalets de Pierola · Igualada · Jorba · La Llacuna · La Llagosta · Lliçà d'Amunt · Lliçà de Vall · Llinars del Vallès · Lluçà · Malgrat de Mar · Malla · Manlleu · Manresa · Marganell · Martorell · Martorelles · Les Masies de Roda · Les Masies de Voltregà · El Masnou · Masquefa · Matadepera · Mataró · Mediona · Moià · Molins de Rei · Mollet del Vallès · Monistrol de Calders · Monistrol de Montserrat · Montcada i Reixac · Montclar · Montesquiu · Montgat · Montmajor · Montmaneu · Montmeló · Montornès del Vallès · Montseny · Muntanyola · Mura · Navarcles · Navás · La Nou de Berguedà · Òdena · Olèrdola · Olesa de Bonesvalls · Olesa de Montserrat · Olivella · Olost · Olvan · Orís · Oristà · Orpí · Òrrius · Pacs del Penedès · Palafolls · Palau-solità i Plegamans · La Palma de Cervelló · Pallejà · El Papiol · Parets del Vallès · Perafita · Piera · Pineda de Mar · El Pla del Penedès · La Pobla de Claramunt · La Pobla de Lillet · Polinyà · El Pont de Vilomara i Rocafort · Pontons · El Prat de Llobregat · Prats de Lluçanès · Els Prats de Rei · Premià de Dalt · Premià de Mar · Puigdàlber · Puig-reig · Pujalt · La Quar · Rajadell · Rellinars · Ripollet · La Roca del Vallès · Roda de Ter · Rubí · Rubió · Rupit i Pruit · Sabadell · Sagàs · Saldes · Sallent · Sant Adrià de Besòs · Sant Agustí de Lluçanès · Sant Andreu de la Barca · Sant Andreu de Llavaneres · Sant Antoni de Vilamajor · Sant Bartomeu del Grau · Sant Boi de Llobregat · Sant Boi de Lluçanès · Sant Cebrià de Vallalta · Sant Celoni · Sant Climent de Llobregat · Sant Cugat del Vallès · Sant Cugat Sesgarrigues · Sant Esteve de Palautordera · Sant Esteve Sesrovires · Sant Feliu de Codines · Sant Feliu de Llobregat · Sant Feliu Sasserra · Sant Fost de Campsentelles · Sant Fruitós de Bages · Sant Hipòlit de Voltregà · Sant Iscle de Vallalta · Sant Jaume de Frontanyà · Sant Joan de Vilatorrada · Sant Joan Despí · Sant Julià de Cerdanyola · Sant Julià de Vilatorta · Sant Just Desvern · Sant Llorenç d'Hortons · Sant Llorenç Savall · Sant Martí d'Albars · Sant Martí de Centelles · Sant Martí de Tous · Sant Martí Sarroca · Sant Martí Sesgueioles · Sant Mateu de Bages · Sant Pere de Ribes · Sant Pere de Riudebitlles · Sant Pere de Torelló · Sant Pere de Vilamajor · Sant Pere Sallavinera · Sant Pol de Mar · Sant Quintí de Mediona · Sant Quirze de Besora · Sant Quirze del Vallès · Sant Quirze Safaja · Sant Sadurní d'Anoia · Sant Sadurní d'Osormort · Sant Salvador de Guardiola · Sant Vicenç de Castellet · Sant Vicenç de Montalt · Sant Vicenç de Torelló · Sant Vicenç dels Horts · Santa Cecília de Voltregà · Santa Coloma de Cervelló · Santa Coloma de Gramenet · Santa Eugènia de Berga · Santa Eulàlia de Riuprimer · Santa Eulàlia de Ronçana · Santa Fe del Penedès · Santa Margarida de Montbuí · Santa Margarida i els Monjos · Santa Maria de Besora · Santa Maria de Martorelles · Santa Maria de Merlès · Santa Maria de Miralles · Santa Maria de Palautordera · Santa Maria d'Oló · Santa Perpètua de Mogoda · Santa Susanna · Santpedor · Sentmenat · Seva · Sitges · Sobremunt · Sora · Subirats · Súria · Tagamanent · Talamanca · Taradell · Terrassa · Tavèrnoles · Tavertet · Teià · Tiana · Tona · Tordera · Torelló · La Torre de Claramunt · Torrelavit · Torrelles de Foix · Torrelles de Llobregat · Ullastrell · Vacarisses · Vallbona d'Anoia · Vallcebre · Vallgorguina · Vallirana · Vallromanes · Veciana · Vic · Vilada · Viladecans · Viladecavalls · Vilafranca del Penedès · Vilalba Sasserra · Vilanova de Sau · Vilanova del Camí · Vilanova del Vallès · Vilanova i la Geltrú · Vilassar de Dalt · Vilassar de Mar · Vilobí del Penedès · Viver i Serrateix
Spanje · Regio's · Provincies